# 牡丹社
牡丹社（排灣語：、 或 ），又譯新保將社，為臺灣排灣族巴力道群部落，大致分布於今屏東縣牡丹鄉，即牡丹村的前身。牡丹社由牡丹大社、牡丹中社與牡丹禮乃社組成，據口傳歷史是由加芝來社（今茄芝萊）分出，曾是瑯嶠十八社之一，也是其中最大的社，聲勢顯赫，在斯卡羅人權威下降後爆發八瑤灣事件，因1874年牡丹社事件而聞名。